# Takotna
Takotna est une localité (Census-designated place) d'Alaska aux États-Unis, dans la Région de recensement de Yukon-Koyukuk. Au recensement de 2010 sa population était de 52 habitants.

## Situation géographique et climat
Elle est située sur la rive nord de la rivière Takotna, dans une large vallée, à 27 km de la ville de McGrath.
Les températures vont de −41 °C à −18 °C en janvier et de 6 °C à 27 °C en juillet.

## Histoire
Takotna a été appelée successivement Berry Landing, Portage City, Takotna City, Takotna Station et Tocotna. En 1908, des commerçants de Bethel ont mandaté Arthur Berry pour apporter des fournitures en amont de la rivière Takotna. Le village a été fondé au point extrême où les bateaux à vapeur pouvaient encore accoster.
En 1912, la communauté possédait plusieurs magasins pour approvisionner les prospecteurs. La découverte d'or dans la rivière Innoko a accru la prospérité du village. En 1919, s'y trouvaient plusieurs compagnies de commerce, des auberges, une poste et environ 50 maisons. En 1921 la commission des routes d'Alaska améliore la liaison entre Takotna et Ophir, et dès 1923 une station de radio a commencé à émettre, et un journal a été créé, le Kusko Times.
Toutefois, pendant les années 1930, McGrath devint le principal centre d'approvisionnement, entraînant le déclin de l'activité du village.
Actuellement, les habitants pratiquent une économie de subsistance, à base de chasse, de pêche, de cueillette et de la culture de jardin potager à laquelle s'ajoutent quelques activités saisonnières.

## Démographie
| 1930 | 1940 | 1950 | 1960 | 1980 | 1990 | 2000 | 2010 |
| ---- | ---- | ---- | ---- | ---- | ---- | ---- | ---- |
| 65   | 70   | 42   | 40   | 48   | 38   | 50   | 52   |

## Sources et références
- Ressource relative à la géographie :   - Geographic Names Information System

- (en) Cet article est partiellement ou en totalité issu de l’article de Wikipédia en anglais intitulé « Takotna, Alaska » (voir la liste des auteurs).

1. ↑  « Statistiques des États-Unis - Alaska - Profils des communautés de 2010 » (consulté en novembre 2020)